# Karl Barthel
Karl Barthel (* 20. März 1907 in Lohmen (Sachsen); † 21. Februar 1974 in Jena) war ein deutscher Politiker der KPD und später SED. Er war in der Weimarer Republik thüringischer Landtagsabgeordneter sowie Mitglied des Reichstages. Nach dem Zweiten Weltkrieg war Barthel Bürgermeister von Jena. Seine Haft im KZ Buchenwald verarbeitete er im Werk „Die Welt ohne Erbarmen“.

## Leben
Barthel war Sohn des in der Dresdner Neustadt „unansässigen“ Seilers und sozialdemokratischen Kandidaten zur Reichstagswahl 1898 Clemens Barthel im Deutschen Kaiserreich. Karl Barthel besuchte die Volksschule in Copitz.

### Weimarer Republik
Er war als Hilfsarbeiter in verschiedenen Metallbetrieben tätig und begann als Werkzeugmacher in den Ernemannwerken. Er wurde 1922 Mitglied des Deutschen Metallarbeiter-Verbandes (DMV) und trat ein Jahr später dem Kommunistischen Jugendverband Deutschlands (KJVD) bei. Im Zuge der Wirtschaftskrise und der Hyperinflation 1924 verlor Barthel seine Beschäftigung. 1926 trat Barthel der KPD bei.
1927 nahm er an einer Zentralschulung des KJVD an der Reichsparteischule der KPD teil und wurde KJVD-Bezirksleiter in Ostsachsen. Von Conrad Blenkle und Fritz Rau wurde er ins Landesparteisekretariat der KPD nach Suhl in Thüringen entsandt. Deren Leiter Hans Tittel war Anhänger Heinrich Brandlers. Um die „rechten Abweichler“ entfernen zu können, forderte die Partei von der Thüringer KPD eine Entschließung zu den Beschlüssen des IV. RGI-Kongresses in Moskau. Bei der Abstimmung über die Vorschläge war Walter Ulbricht anwesend. Wegen „Abweichung von der Parteilinie“ konnten dann die „Brandleristen“, die später vielfach Mitbegründer der KPD-O wurden, ausgeschlossen werden. Ernst Thälmann lobte daraufhin den „Vorbildcharakter“ der KJVD Thüringen unter Karl Barthel.

#### Abgeordneter
Im Dezember 1929 wurde Barthel jüngster Abgeordneter der KPD-Fraktion des thüringischen Landtags. 1930 lernte er in der Freien Schulgemeinde Wickersdorf seine Frau, die spätere Chemikerin Leni Streng kennen. Nach einer kurzen Zeit in der Redaktion der Zeitung „Freiheit“ (Düsseldorf) war Barthel im November 1931 in Kassel und wurde vom Zentralkomitee der KPD auf Vorschlag Thälmanns und John Schehrs als politischer Sekretär Hessen-Waldecks zum Nachfolger von Walter Krämer bestimmt. In der VI. Wahlperiode gehörte er zu den 89 Abgeordneten der KPD im Reichstag und war hier ebenso der bis dato jüngste Abgeordnete des Parlaments. Er heiratete im November 1932 Leni Streng. Am 7. Februar 1933 nahm er nach eigenen Angaben an der letzten Sitzung des ZK im Sporthaus Ziegenhals zu der Ernst Thälmann anwesend war teil und war nach dem Reichstagsbrand drei Wochen später, wie alle KPD-Abgeordneten, illegalisiert. Walter Ulbricht beauftragte ihn als Instrukteur Nieder- und Oberschlesiens.

### NS-Zeit

#### Verhaftung und Urteil
Am 28. November 1933 wurde Barthel in Breslau beim Treff mit dem dortigen KJVD-Bezirksleiter von der Gestapo verhaftet und befand sich im Polizeipräsidium Edmund Heines’. Drei Wochen später wurde er nach einer fingierten Fluchtmöglichkeit, die er nicht wahrnahm, in ein Privathaus der Marine-SA verschleppt und schwer misshandelt. Nach eigener Mitteilung bestätigte er nur die von seinem Treffpartner gemachten Aussagen. Am 28. März 1934 wurde Barthel als „Polizeischutzhäftling“ in die Breslauer Untersuchungshaftanstalt Graupestraße verbracht und Ende November zu zweieinhalb Jahren Zuchthaus sowie fünf Jahren Ehrverlust verurteilt. Er wurde zunächst ins Zuchthaus Wohlau, dann ins KZ Lichtenburg und schließlich ins KZ Buchenwald überstellt.

#### KZ Buchenwald
Barthel gehörte zu den ersten Häftlingen des KZ Buchenwald und war an dessen Aufbau beteiligt. Hier musste im Konzentrationslager Zwangsarbeit in den SS-Wirtschaftsgebäuden leisten. Hier konnte er über SS-Angehörige sein Manuskript, das 1946 als „Die Welt ohne Erbarmen“ erschien, zu seiner Frau schmuggeln. 1944 wurde Barthel für 14 Tage in den Marstall Weimar verbracht, wo er im selben Gebäude wie der KZ-Kommandant Karl Otto Koch inhaftiert war. Er teilte später mit, das auf Basis der Gestapo-Erkenntnisse der dortigen gewalttätigen Verhöre noch einmal viele KPD-Funktionäre getötet wurden. Barthel selbst wurde ohne Verhör zurück ins KZ gebracht.
Freunde Barthels im KZ waren die, als „Protektoratstschechen“ 1939 eingelieferten, späteren Minister der Tschechoslowakei und Vorsitzenden der ČSS Alois Neuman und Dr. Plojar, die sich gegenseitig halfen. Beim Bombenangriff der US Air Force am 24. August 1944 versorgte Barthel, da er den Schlüssel zum Getränkekeller der SS verwaltete, zahlreiche Verwundete mit Wasser, so Rudolf Breitscheid und die italienische Prinzessin Mafalda von Savoyen, die jedoch beide ihren Verletzungen erlagen.

### SBZ und DDR
Nach der amerikanischen Besetzung durch die Amerikaner vom 1. bis zum 16. April 1945 Thüringens, wurde dieses am 1. Juli 1945 an die sowjetische Militärverwaltung übergeben. Diese ernannte am 14. Juli 1945 Barthel zum Bürgermeister von Jena und stellte ihn damit an die Seite des sozialdemokratischen Oberbürgermeisters Heinrich Troeger. Barthel sah sich in dieser Zeit Vorwürfe des Fehlverhaltens während seiner Haftzeit und seiner Tätigkeit als Bürgermeister ausgesetzt. Im April 1946 wurde Barthel abberufen und leitete im Anschluss bis Dezember 1964 als Direktor die Stadtwerke Jenas. Barthel wurde mit der Zwangsvereinigung von SPD und KPD Mitglied der SED.
In den Jahren 1951 bis 1955 absolvierte Barthel ein Fernstudium an der Akademie für Staats- und Rechtswissenschaft der DDR in Babelsberg. Bis Februar 1953 führte Barthel als Sekretär den Vereinigung der Verfolgten des Naziregimes-Bezirksvorstand bzw. die Verfolgter-des-Naziregimes-Bezirkskommission Gera. 1957 bis 1962 war Barthel Vorsitzender des Kreisausschusses der Nationalen Front in Jena. 1964 legte er die Prüfung als Ingenieur der Wasserwirtschaft ab. Barthel wurde 1967 mit dem Vaterländischen Verdienstorden in Gold ausgezeichnet. Er verstarb 1974 mit 66 Jahren in Jena.

## Auszeichnungen
- Vaterländischer Verdienstorden in Gold, 1967

## Schriften
- Die Welt ohne Erbarmen. Bilder und Skizzen aus dem K.Z., mit Holzschnitten von Hans Schneider. Greifenverlag: Rudolstadt 1946.
- Rot färbt sich der Morgen. Erinnerungen. Greifenverlag: Rudolstadt 1958.